# 71 Virginis
71 Virginis är en orange jätte i Jungfruns stjärnbild.
Stjärnan har visuell magnitud +5,65 och synlig för blotta ögat vid god seeing. Den befinner sig på ett avstånd av ungefär 320 ljusår.